# Elateropsis bahamicus
Elateropsis bahamicus là một loài bọ cánh cứng trong họ Cerambycidae.